# Enrique Sesma
Enrique Sesma Ponce de León (Puebla de Zaragoza; 22 de abril de 1927) es un exfutbolista mexicano que jugaba de delantero. Jugó en el Marte, Toluca y Atlante.

## Selección nacional
Debutó con la selección mexicana en un partido de clasificación para el Mundial contra Cuba el 25 de septiembre de 1949, que ganó por 3-0. En el Mundial de Suecia 1958, jugó los tres juegos con la selección.

### Participaciones en Copas del Mundo
| Mundial                        | Sede   | Resultado    |
| ------------------------------ | ------ | ------------ |
| Copa Mundial de Fútbol de 1958 | Suecia | Primera fase |

## Clubes
| Club             | País   | Año       |
| ---------------- | ------ | --------- |
| C.D. Marte       | México | 1948-1954 |
| Deportivo Toluca | México | 1954-1960 |
| C.F. Atlante     | México | 1960-1961 |

## Palmarés

### Títulos nacionales
| Título               | Equipo | País   | Año     |
| -------------------- | ------ | ------ | ------- |
| Primera División     | Marte  | México | 1953-54 |
| Campeón de Campeones | Marte  | México | 1953-54 |
| Copa México          | Toluca | México | 1955-56 |

### Títulos internacionales
| Título                    | Club   | País   | Año  |
| ------------------------- | ------ | ------ | ---- |
| Campeonato Norteamericano | México | México | 1949 |